# Pietro Lana
Pietro Lana (ur. 10 października 1888 w Mediolanie, zm. 6 grudnia 1950 tamże) – włoski piłkarz występujący na pozycji napastnika, strzelec pierwszej bramki w historii reprezentacji Włoch.

## Kariera klubowa
Pietro Lana w 1908 trenował w Interze Mediolan, jednak zawodową karierę rozpoczął w tym samym roku w zespole AC Milan. W jego barwach zadebiutował 10 stycznia 1909 roku w zwycięskim 3:2 meczu z Interem w rozgrywkach Prima Categoria 1909 i strzelił wówczas jedną z bramek. W Milanie Lana grał do 1914 roku, kiedy to zdecydował się zakończyć piłkarską karierę. Dla „Rossonerich” rozegrał łącznie 51 spotkań i strzelił 18 goli. W tym czasie w ataku swojej drużyny grał między innymi obok takich zawodników jak Aldo Cevenini oraz Gustavo Carrer.

## Kariera reprezentacyjna
15 maja 1910 roku Lana wystąpił w pierwszym meczu rozegranym przez reprezentację Włoch. Włosi zwyciężyli 6:2 z Francją, a Lana został autorem pierwszej bramki w historii reprezentacji swojego kraju. Do końca spotkania zdobył jeszcze 2 gole kompletując tym samym hat-tricka. 27 maja Lana zagrał w przegranym 1:6 meczu z Węgrami i był to jego ostatni występ w drużynie narodowej.